# Straßenradsport-Weltmeisterschaften 2007
Die Straßenradsport-Weltmeisterschaften 2007 fanden vom 25. bis 30. September in Stuttgart statt. Zuvor hatte es dort schon 1991 eine Straßen-Weltmeisterschaft gegeben.
Es wurden insgesamt sechs Entscheidungen in den Disziplinen Einzelzeitfahren und Straßenrennen sowie in den Klassen Frauen, Männer und Männer U23 ausgefahren. Bei Weltmeisterschaften treten die Fahrer nicht wie üblich für ihre Sponsoren an, sondern fahren in Nationalmannschaften. Die stärksten Nationen – gerechnet nach einem Wertungsschema, das die Erfolge bei den letzten internationalen Wettbewerben berücksichtigt – dürfen hierbei mit bis zu neun Fahrern starten.

## Strecken
Die Rennen fanden auf Rundkursen im Westen Stuttgarts zwischen dem Messegelände am Killesberg und den Stadtteilen Stuttgart-West, Botnang und Feuerbach statt. Start und Ziel befanden sich dabei am Messegelände.

### Straßenrennen
Der Rundkurs der drei Straßenrennen war 19,1 Kilometer lang und hatte 405 Höhenmeter. Er führte zunächst am Kräherwald hinauf, bevor eine Schleife über die Lenzhalde und den Herdweg eingelegt wurde. Letzterer stellte mit einer Länge von 600 Metern und einer Maximalsteigung von 13 Prozent den schwersten Anstieg dar. Weiter ging es zum Botnanger Sattel hinauf, wo die Rennfahrer eine weitere Schleife fuhren. Diese führte die Botnanger Straße hinab und über Herder- und Rotenwaldstraße wieder hinauf zum höchsten Punkt der Strecke am Fuße des Birkenkopfs, dann die Geißeichstraße wieder hinab zum Botnanger Sattel. Von hier ging es nach Botnang hinab und durch das Tal des Feuerbachs in den gleichnamigen Stadtteil. Nach der Stuttgarter Straße war ein Schlussanstieg von 80 Höhenmetern über Tunnel-, Siemens-, Maybach- und Stresemannstraße zurück zum Messegelände zu bewältigen.
Im Straßenrennen der Männer wurde der Kurs 14 Mal umrundet, bei den Frauen sieben Mal, im U23-Rennen neun Mal.

### Einzelzeitfahren
In den Einzelzeitfahren entfielen die beiden Schleifen über Lenzhalde/Herdweg und die Herderstraße, und in Feuerbach änderte sich die Streckenführung etwas, sie verlief durch Grazer Straße, Oswald-Hesse-Straße, Rüdiger-, Heide- und Alarichstraße. Beim U23-Rennen kam zusätzlich eine Stichstrecke hinzu, die hin und zurück gefahren wurde; dabei handelte es sich um Geißeich-, Rotenwald- und Wildparkstraße bis zur Auffahrt an der Vaihinger Landstraße. Beim Rennen der Männer verlängerte sich diese Stichstrecke bis zur Auffahrt an der Bergheimer Steige.
Die jeweilige Runde wurde zweimal durchfahren, so dass sich für die Frauen eine Länge von 25,1 Kilometern mit 415 Höhenmetern ergab; bei den U23-Männern waren es 38,1 Kilometer und 670 Höhenmeter und bei den Männern 44,9 Kilometer und 713 Höhenmeter.

## Wettbewerbe

### Männer

#### Straßenrennen
| Platz | Athlet             | Land | Zeit                    |
| ----- | ------------------ | ---- | ----------------------- |
| 1     | Paolo Bettini      | ITA  | 6:44:43 h (39,642 km/h) |
| 2     | Alexander Kolobnew | RUS  | gl. Zeit                |
| 3     | Stefan Schumacher  | GER  | gl. Zeit                |
| 4     | Fränk Schleck      | LUX  | gl. Zeit                |
| 5     | Cadel Evans        | AUS  | gl. Zeit                |
| 6     | Davide Rebellin    | ITA  | + 0:06 min              |
| 7     | Samuel Sánchez     | ESP  | + 0:08 min              |
| 8     | Philippe Gilbert   | BEL  | gl. Zeit                |
| 9     | Fabian Wegmann     | GER  | gl. Zeit                |
| 10    | Martin Elmiger     | SUI  | gl. Zeit                |

Länge: 267,4 km (14 Runden à 19,1 km)

Start: Sonntag, 30. September, 10:30 Uhr MESZ

#### Einzelzeitfahren
| Platz | Athlet              | Land | Zeit                    |
| ----- | ------------------- | ---- | ----------------------- |
| 1     | Fabian Cancellara   | SUI  | 55:41 min (48,375 km/h) |
| 2     | László Bodrogi      | HUN  | + 0:52 min              |
| 3     | Stef Clement        | NED  | + 0:58 min              |
| 4     | Bert Grabsch        | GER  | + 1:12 min              |
| 5     | Sebastian Lang      | GER  | + 1:17 min              |
| 6     | Wladimir Gussew     | RUS  | + 1:47 min              |
| 7     | José Iván Gutiérrez | ESP  | + 1:56 min              |
| 8     | Andrei Misurow      | KAZ  | + 2:02 min              |
| 9     | Wassil Kiryjenka    | BLR  | + 2:03 min              |
| 10    | Bradley Wiggins     | GBR  | + 2:11 min              |

Länge: 44,9 km

Start: Donnerstag, 27. September, 12:30 Uhr MESZ
Im 44,9 Kilometer langen Einzelzeitfahren verteidigte der Schweizer Fabian Cancellara seinen im Vorjahr errungenen Titel mit einer Zeit von 55:41 Minuten (48,375 km/h). Auf den weiteren Podiumsplätzen folgten der Ungar László Bodrogi mit 52 Sekunden Rückstand und der überraschend starke Niederländer Stef Clement weitere sechs Sekunden zurück.
Die beiden deutschen Starter Bert Grabsch und Sebastian Lang verpassten mit den Plätzen 4 und 5 knapp die Medaillenränge, sorgten aber für ein starkes Mannschaftsergebnis.

### Frauen

#### Straßenrennen
| Platz | Athletin            | Land | Zeit                    |
| ----- | ------------------- | ---- | ----------------------- |
| 1     | Marta Bastianelli   | ITA  | 3:46:34 h (35,406 km/h) |
| 2     | Marianne Vos        | NED  | + 0:06 min              |
| 3     | Giorgia Bronzini    | ITA  | gl. Zeit                |
| 4     | Swetlana Bubnenkowa | RUS  | gl. Zeit                |
| 5     | Noemi Cantele       | ITA  | gl. Zeit                |
| 6     | Emma Johansson      | SWE  | gl. Zeit                |
| 7     | Marina Jaunâtre     | FRA  | gl. Zeit                |
| 8     | Oenone Wood         | AUS  | gl. Zeit                |
| 9     | Alex Wrubleski      | CAN  | gl. Zeit                |
| 10    | Emma Pooley         | GBR  | gl. Zeit                |

Länge: 133,7 km (7 Runden à 19,1 km)

Start: Samstag, 29. September, 9 Uhr MESZ

#### Einzelzeitfahren
| Platz | Athletin               | Land | Zeit                    |
| ----- | ---------------------- | ---- | ----------------------- |
| 1     | Hanka Kupfernagel      | GER  | 34:43 min (43,432 km/h) |
| 2     | Kristin Armstrong      | USA  | + 0:24 min              |
| 3     | Christiane Soeder      | AUT  | + 0:42 min              |
| 4     | Amber Neben            | USA  | + 1:03 min              |
| 5     | Christine Thorburn     | USA  | + 1:11 min              |
| 6     | Priska Doppmann        | SUI  | + 1:17 min              |
| 7     | Jeannie Longo-Ciprelli | FRA  | + 1:22 min              |
| 8     | Emma Pooley            | GBR  | + 1:33 min              |
| 9     | Karin Thürig           | SUI  | + 1:35 min              |
| 10    | Li Meifang             | CHN  | + 1:38 min              |

Länge: 25,1 km

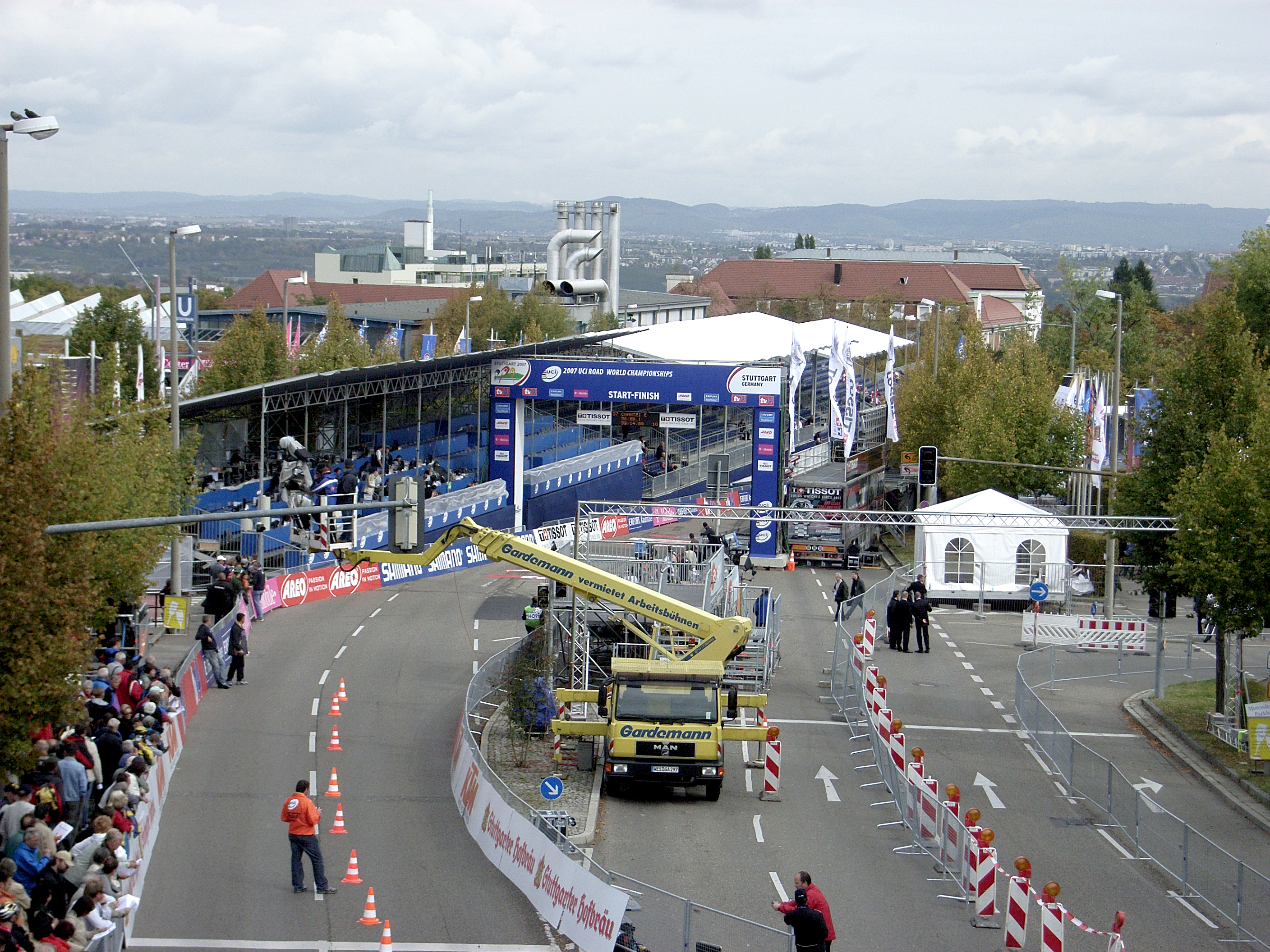
Die Start- und Ziellinie während des Einzelzeitfahrens der Frauen.

Start: Mittwoch, 26. September, 13 Uhr MESZ
Im 25,1 Kilometer langen Einzelzeitfahren der Frauen sicherte Hanka Kupfernagel dem Gastgeber die erste Goldmedaille der Weltmeisterschaft. Nachdem sie bereits als zehnte der insgesamt 49 Starterinnen auf die Strecke gegangen war, dauerte es fast zwei Stunden, bis sie den Gewinn des Titels feiern konnte. Kupfernagel war an allen Zwischenzeitmesspunkten die Bestzeit gefahren, musste bis zur endgültigen Entscheidung jedoch bis zum Ende warten, da die Favoritinnen als letzte auf die Strecke gegangen waren.
Die Deutsche siegte schließlich mit einer Zeit von 34:43 Minuten (43,432 km/h) vor der Titelverteidigerin Kristin Armstrong, die 24 Sekunden Rückstand hatte, sowie der gebürtigen Deutschen, aber für Österreich startenden Christiane Soeder. Besonders stark präsentierten sich die US-Amerikanerinnen, die die Plätze 2, 4, 5 belegten, sowie die Schweizerinnen Priska Doppmann und Karin Thürig auf dem sechsten und neunten Platz.
Die zweite deutsche Starterin Charlotte Becker erreichte das Ziel als 18.

### Männer U23

#### Straßenrennen
| Platz | Athlet               | Land | Zeit                    |
| ----- | -------------------- | ---- | ----------------------- |
| 1     | Peter Velits         | SVK  | 4:21:22 h (39,461 km/h) |
| 2     | Wesley Sulzberger    | AUS  | gl. Zeit                |
| 3     | Jonathan Bellis      | GBR  | gl. Zeit                |
| 4     | Tom Leezer           | NED  | gl. Zeit                |
| 5     | Danilo Wyss          | SUI  | gl. Zeit                |
| 6     | Jonas Aaen Jørgensen | DEN  | gl. Zeit                |
| 7     | Dominic Klemme       | GER  | gl. Zeit                |
| 8     | Florian Vachon       | FRA  | gl. Zeit                |
| 9     | Witalij Buz          | UKR  | gl. Zeit                |
| 10    | Andrei Seiz          | KAZ  | gl. Zeit                |

Länge: 171,9 km (9 Runden à 19,1 km)

Start: Samstag, 29. September, 13:30 Uhr MESZ

#### Einzelzeitfahren
| Platz | Athlet               | Land | Zeit                    |
| ----- | -------------------- | ---- | ----------------------- |
| 1     | Lars Boom            | NED  | 48:58 min (46,906 km/h) |
| 2     | Michail Ignatjew     | RUS  | + 0:09 min              |
| 3     | Jérôme Coppel        | FRA  | + 0:46 min              |
| 4     | Michael Christensen  | DEN  | + 1:10 min              |
| 5     | Adriano Malori       | ITA  | + 1:11 min              |
| 6     | Edvald Boasson Hagen | NOR  | + 1:13 min              |
| 7     | Tanel Kangert        | EST  | + 1:14 min              |
| 8     | Aleksandr Pliuşkin   | MDA  | + 1:17 min              |
| 9     | Branislau Samojlau   | BLR  | + 1:27 min              |
| 10    | Francis De Greef     | BEL  | + 1:30 min              |

Länge: 38,1 km

Start: Mittwoch, 26. September, 9 Uhr MESZ
Das 38,1 Kilometer lange Einzelzeitfahren für das 70 Fahrer gemeldet hatten, die allesamt das Ziel erreichten, dominierte der Niederländer Lars Boom. Nachdem der spätere Zweitplatzierte Michail Ignatjew an der ersten Zwischenzeitmessung nach 11,7 Kilometern die beste Zeit gefahren war, übernahm Boom die Rennführung und erfuhr sich einen kleinen Vorsprung, den er bis ins Ziel verteidigen konnte. Boom erreichte das Ziel mit einer Zeit von 48:58 Minuten (46,906 km/h) und sicherte sich seinen ersten Weltmeistertitel. Der Vorjahreszweite Michail Ignatjew gewann mit neun Sekunden Rückstand erneut die Silbermedaille und der Franzose Jérôme Coppel gewann wie 2006 Bronze mit 46 Sekunden Rückstand.
Die beiden deutschen Starter, Marcel Kittel und Stefan Schäfer, enttäuschten mit den Plätzen 18 und 24 und jeweils mehr als zwei Minuten Rückstand auf den Sieger.

## Doping
Bereits im Vorfeld gab es Kritik an der Straßen-Radweltmeisterschaft in Stuttgart, weil der amtierende Straßen-Radweltmeister Paolo Bettini die UCI-Ehrenerklärung zum Doping nicht ohne Vorbehalt unterschrieben hatte und der italienische Radsportverband ihn trotzdem nominierte.
Nachdem das Organisationskomitee der WM eine einstweilige Verfügung beim Landgericht beantragt hatte, Bettini den Start zu verweigern, diese jedoch nicht erlassen wurde, konnte er schließlich starten.
Tatsächlich hatte Bettini die Erklärung mit Vorbehalten unterschrieben. Wörtlich heißt es in seiner Erklärung:
„Es wird dementsprechend erklärt, die vorgenannte Ehrenerklärung vor dem Hintergrund der Bedenken und innerhalb der oben angeführten Grenzen unterzeichnet zu haben.“
Ein weiterer Starter, der in der Kritik stand, war der Spanier Alejandro Valverde, der von seinem Verband nominiert wurde, obwohl sein Name in den Ermittlungsunterlagen zum Dopingskandal um den Doping-Arzt Fuentes auftauchen soll. Dieser Fall wurde bis zuletzt vor dem Internationalen Sportgerichtshof (CAS) verhandelt und endete mit einer Starterlaubnis für den Spanier. Eine Entscheidung über einen Start des Australiers Allan Davis, ebenfalls mutmaßlicher Kunde von Fuentes, sollte am 28. September vor dem CAS getroffen werden.

## Medaillenspiegel
| Platz | Land               | Gold | Silber | Bronze | Gesamt |
| ----- | ------------------ | ---- | ------ | ------ | ------ |
| 1     | Italien            | 2    | –      | 1      | 3      |
| 2     | Niederlande        | 1    | 1      | 1      | 3      |
| 3     | Deutschland        | 1    | –      | 1      | 2      |
| 4     | Schweiz            | 1    | –      | –      | 1      |
|       | Slowakei           | 1    | –      | –      | 1      |
| 6     | Russland           | –    | 2      | –      | 2      |
| 7     | Australien         | –    | 1      | –      | 1      |
|       | Ungarn             | –    | 1      | –      | 1      |
|       | Vereinigte Staaten | –    | 1      | –      | 1      |
| 10    | Frankreich         | –    | –      | 1      | 1      |
|       | Österreich         | –    | –      | 1      | 1      |
|       | Großbritannien     | –    | –      | 1      | 1      |